# Đảo Santa Isabel

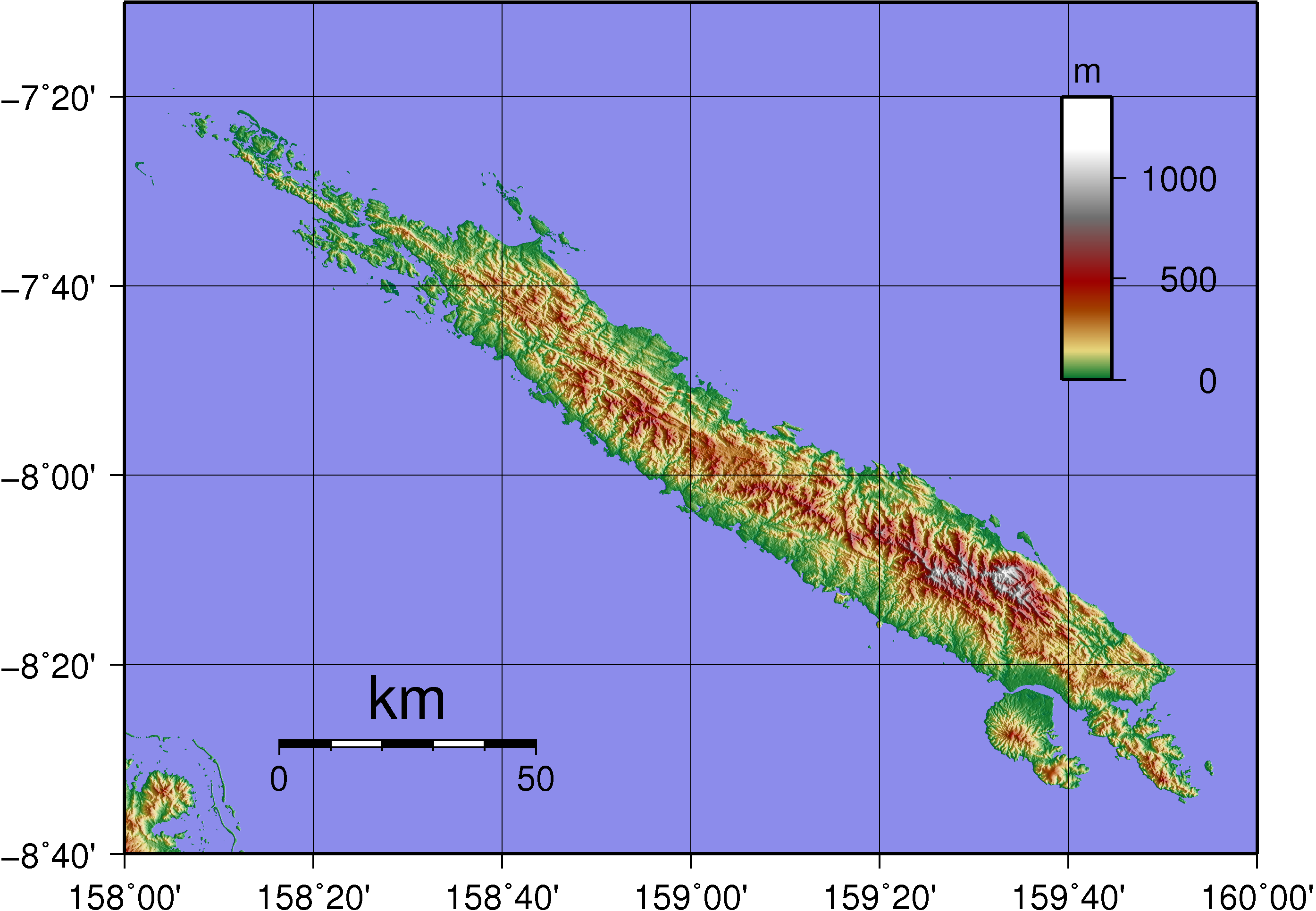
Topographical map of Santa Isabel.

 Santa Isabel  là hòn đảo dài nhất trong quần đảo Solomon (Nam Thái Bình Dương) và lớn nhất trong các đảo thuộc tỉnh Isabel. Đảo có diện tích 2,999 km2 (1,157.9 sq mi)

## Vị trí và dữ liệu địa lý

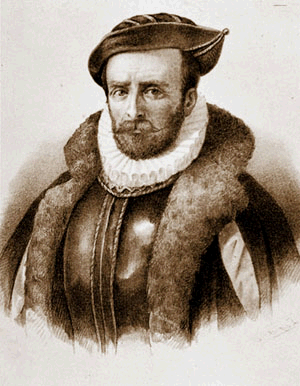
Nhà thám hiểm người Tây Ban Nha: Álvaro de Mendaña de Neira

Đảo Choiseul nằm về phía Tây của đảo, đảo Malaita nằm ở phía đông, Phía bắc là Thái Bình Dương và phía nam là đảo Guadalcanal (đảo Isatabu).
Điểm cao nhất ở Santa Isabel là núi Sasari, 1220 mét (3.675 ft). Sông Marutho là con sông quan trọng nhất của đảo bắt nguồn từ đỉnh núi này và đổ vào đại dương tại Hofi. Trung tâm hành chính là Buala và cũng là thành phố lớn nhất, cũng là nơi có sân bay tốt nhất đảo.

## Lịch sử
Người châu Âu tiếp xúc với quần đảo Solomon đầu tiên từ đảo này, bởi nhà thám hiểm người Tây Ban Nha Álvaro de Mendaña de Neira năm 1568, người Tây Ban Nha cũng khảo xác và tiến hành vẽ bản đồ các đảo xung quanh, nhưng họ đã làm cho người bản địa trên đảo rất thù ghét.
Sau khi người Tây Ban Nha không tiềm được thực phẩm, vàng và bị bủa vây, tấn công bởi người bản xứ trên đảo, họ đã bỏ đảo sang Honiara hiện nay trên đảo Guadalcanal.

## Trích nguồn
1. 1 2  Hammond World Travel Atlas. Union, N.J.: Hammond World Atlas Corporation, c. 2004-2005.
ISBN 0-8437-1982-6. Page 245